# Joachim Sterck van Ringelbergh
Joachim Sterck van Ringelbergh, flamski humanist, matematik, astrolog in enciklopedist, * 1499, Antwerpen, Belgija, † 1556.
Ringelbergh velja za uveljavitelja izraza enciklopedija. V delu Lucubrationes vel potius absolutissima kyklopaideia (1541) je uporabil izraz ciklopedija.
Objavil je delo o pedagogiki De Ratione Studii.